# Garganoichthys decosmoi
Garganoichthys decosmoi è un pesce osseo estinto, appartenente agli ittiodectiformi. Visse nel Cretaceo superiore (Santoniano, circa 86 - 84 milioni di anni fa) e i suoi resti fossili sono stati ritrovati in Italia.

## Descrizione
Contrariamente alla grande maggioranza degli ittiodectiformi del Cretaceo, Garganoichthys era di piccole dimensioni e la lunghezza totale dell'animale non doveva superare di molto i 20 centimetri. Era dotato di una testa estremamente corta e alta, sormontata dalla tipica cresta sopraoccipitale degli ittiodectiformi, e si distingueva dagli altri membri dell'ordine principalmente per la pinna dorsale che si originava ben prima della pinna anale, ed era di forma bassa e allungata. Anche la forma dell'osso parietale (che formava un angolo con il frontale e portava l'inizio della cresta sopraoccipitale) e della mandibola (corta, alta e articolata con l'osso quadrato prima dell'orbita) erano caratteristiche. 

## Classificazione
Garganoichthys decosmoi venne descritto per la prima volta nel 2009, sulla base di un singolo esemplare proveniente dal Gargano, in Puglia, in terreni risalenti al Santoniano. 
Garganoichthys è un membro degli ittiodectiformi, un gruppo di pesci teleostei arcaici, tipici del Giurassico e del Cretaceo. In particolare, sembra che Garganoichthys fosse più derivato rispetto a forme come Cooyoo e Thrissops, ma meno derivato rispetto alla famiglia Saurodontidae, a Faugichthys e agli Ichthyodectidae. 